# Jakob Colyn († 1381)
Jakob Colyn (auch: Jakob Colyn in Sint Jakobstrass; * 14. Jahrhundert; † 23. August 1381 in Aachen) war Schöffe und Bürgermeister der Reichsstadt Aachen.

## Leben und Wirken
Jakob Colyn wurde zur Unterscheidung zu seinem gleichnamigen Verwandten und möglichen Vetter, den Jakob Colyn am Markt, bzw. Jakob Colyn van Herle, auch Jakob Colyn in Sint Jakobstrass genannt, weil er dort ansässig war. Colyn bekleidete in den Jahren 1349 und 1364 das Amt eines Christoffels der Jakobstorgrafschaft und wurde 1351 und 1364 in den Rat der Stadt Aachen gewählt. Im Geschworenengericht des Landfriedensbündnisses Maas-Rhein bekleidete Jakob Colyn vom 8. Oktober 1369 bis zum 30. März 1375 als einer der drei Vertreter der Stadt Aachen das Amt eines Geschworenen. Dieses im Jahr 1351 gegründete Bündnis zwischen Kurköln und dem Herzogtum Brabant sowie den Städten Aachen und Köln setzte sich unter anderem für die Aufhebung ungerechter Zölle und den Schutz der reisenden Kaufleute und Pilger ein.
Schließlich wurde Colyn in den Jahren 1368, 1371, 1376 und 1379 zum Bürgermeister der Freien Reichsstadt gewählt. In seine erste Amtszeit fällt die von ihm und dem Bürgermeister Konrad von dem Eichhorn zu verantwortende Niederschlagung des Aufstandes der Weber und Tuchwalker, die sich für bessere Arbeitsbedingungen und Bezahlung einsetzten. Am 6. Juli 1376 war Colyn in seiner dritten Amtszeit zusammen mit dem Bürgermeister Reinhard von Moirke, dem Älteren Gastgeber bei den Feierlichkeiten zur Krönung von Wenzel von Luxemburg zum römisch-deutschen König in Aachen.
Der offensichtlich unverheiratete Jakob Colyn wurde am 23. August 1381 lt. einem Vermerk des Chronisten Karl Franz Meyer in der Nähe seines Hauses in der Jakobstraße von einem Meuchelmörder ermordet.